# هرتفورد
latitudeهرتفوردlongitudeهرتفورد
هرتفورد (به انگلیسی: Hertford) شهرکی در ناحیه شرق انگلستان است.
این شهرک که در شهرستان هرتفوردشر قرار دارد دارای ۲۴٬۱۸۰ نفر جمعیت می‌باشد و فاصله آن تا شهر لندن ۳۰٬۹ کلومتر است.

## افراد مهم
- الفرد راسل والاس زیست‌شناس، جغرافی‌دان و مردم‌شناس
- دنی فیلث ترانه‌سرا و خواننده

## شهرهای خواهرخوانده
- ایورون, فرانسه[۱][۲]
- ویلدس‌هاوزن, آلمان[۱]
- هارتفورد، کنتیکت, کنتیکت, ایالات متحده آمریکا